# Halo 2
Halo 2 ist ein von Bungie Studios entwickeltes Ego-Shooter-Computerspiel. 2004 veröffentlichten die Microsoft Game Studios Halo 2 für die hauseigene Xbox. Nach einigen Jahren wurde das Spiel jedoch 2007 auch für den PC auf dem Markt gegeben.

## Handlung und Spielverlauf
Nach den Ereignissen in Halo: Kampf um die Zukunft und Halo: Erstschlag wird der SPARTAN-117 vom UNSC auf der Weltraumverteidigungsstation Cairo im Erdorbit als Held gefeiert und Miranda Keyes, die Tochter des Commanders der Pillar of Autumn, erhält eine Tapferkeits-Medaille für ihren Vater Jacob Keyes. Währenddessen wird im Hauptsitz der Allianz, der heiligen Stadt High Charity, der Anführer ihrer Flotte in einem öffentlichen Schauprozess zum Tode verurteilt. Er hat versagt, weil er den heiligen Halo-Ring nicht vor der Zerstörung durch SPARTAN-117 schützen konnte, der von der Allianz nur mystisch als Dämon bezeichnet wird.
Während der Feierlichkeiten wird die Erde jedoch von der Allianz angegriffen. Die geringe Anzahl von 15 feindlichen Schlachtschiffen erstaunt die Menschen jedoch, da laut Admiral Hood die Flotte, welche den Planeten Reach zerstörte, 50-mal größer war. Der kleine Kampfverband wird von einem fanatischen Hauptmann der Allianz, dem Propheten des Bedauerns, angeführt. Sein Schiff landet in Neu Mombasa, um nach Blutsväteranlagen zu suchen. Nachdem alle Schiffe außer seinem zerstört wurden, funkt er die Allianz um Hilfe an. Neben verwirrten Funkübertragungen der Allianz fängt die Künstliche Intelligenz Cortana diesen Hilferuf auf und stellt fest, dass die Allianz bei ihrer Suche nach Artefakten nicht damit gerechnet hat, dass der Planet überhaupt bewohnt ist. Durch die deutliche Übermacht der Menschen, die versuchen, sein Schiff zu entern, muss der Prophet des Bedauerns mit einem waghalsigen Hyperraumsprung (Slipspace) von der Planetenoberfläche fliehen, wodurch Neu Mombasa größtenteils zerstört wird. Jedoch folgt ihm die Fregatte „In Amber Clad“, unter dem Kommando von Miranda Keyes mit SPARTAN-117 und Avery Johnson an Bord, unbemerkt durch den Hyperraum.
Nachdem der ehemalige Anführer der Allianzflotte eigentlich hätte erhängt werden müssen, entscheiden die Propheten sich noch einmal um und ernennen ihn zum Gebieter. Dies ist ein uralter Rang mit besonderer Tarnausrüstung und Befugnissen, den nur „gefallene“ Elite-Krieger erhalten können und deren Missionen meistens reine Selbstmordaktionen sind. Während seiner ersten Mission soll er einige Ketzer, welche die „Große Reise“ als zentralen Glauben der Allianz ablehnen, zum Schweigen bringen. Kurz bevor der Anführer der Ketzer getötet wird, taucht der Illuminat der Einrichtung 04 Halo-04 343 Guilty Spark wieder auf, der in der Allianz als Orakel angesehen wird, und es stellt sich heraus, dass er den Ketzern die wahre Bestimmung der Halo-Ringe gesagt hat. Nachdem der Ketzer ausgeschaltet wurde und der Gebieter mit dem Illuminaten spricht, taucht Tartarus auf, der jetzt die rechte Hand der Propheten und Anführer der Brutes ist, und reißt 343 sogleich an sich, um das Orakel selbst an die Propheten zu übergeben.
Nachdem Sturmträger, das Raumschiff des Propheten des Bedauerns und die In Amber Clad aus dem Hyperraum ausgetreten sind, finden sie einen weiteren Halo-Ring vor, welcher als „Halo Delta“ bezeichnet wird. Miranda Keyes will schnell reagieren. Ihr Ziel ist es nach wie vor, den Propheten zu töten, um der Allianz einen heftigen Schlag zu verpassen. Sie selbst versucht, den Index für die Aktivierung Halos vor der Allianz zu erreichen. Nachdem SPARTAN-117 es schafft, den Propheten in einem Tempel zu töten, taucht die Stadt High Charity im Orbit von Halo auf und zerstört den Tempel mithilfe der Allianzschiffe. Dabei rettet sich der Master Chief durch einen Sprung in den darunter liegenden See und wird dort von Fangarmen des „Graveminds“ umschlungen und in die Tiefe gezogen.
Nach dem Tod des Propheten des Bedauerns findet, wie vermutet, eine Umwälzung des Kastensystems in der Allianz statt. Die restlichen zwei überlebenden Propheten, Wahrheit und Gnade, tauschen ihre Wachen, die seit dem Beitritt der „Eliten“ zur Allianz immer aus den Elite-Kriegern bestanden, gegen die Brutes aus. Der Gebieter versucht noch einmal, mit der Hilfe des Special-Operation-Commanders und des Beschaffens eines heiligen Symbols, welches für die Einläutung der Großen Reise unabdingbar sei, die Gunst der Propheten wiederzuerlangen. Dazu durchbrechen sie die von der Flood verseuchte Quarantänezone und kämpfen sich bis zur sogenannten Bibliothek vor, welche schon von den Menschen infiltriert wurde. Die letzten zwei Überlebenden, Keyes und Johnson, können den Index sichern, werden aber vom Gebieter überrascht. Zwar wird er schwer verletzt, kann aber beide außer Gefecht setzen. Tartarus taucht plötzlich auf, nimmt beide Menschen sowie den Index an sich und stößt den Gebieter, laut Befehl der Propheten, in eine Schlucht.
Als SPARTAN-117 und der Gebieter wieder aufwachen, finden sie sich mit Tentakeln gefesselt in der Gewalt vom Gravemind wieder, einer riesigen Floodform, die deren zentrale Intelligenz bildet. Ebenso gefangen ist 2401 Penitent Tangent, der Illuminat dieses fünften Halo-Rings und der von der Flood infizierte Prophet des Bedauerns, durch den der Gebieter die ganze Wahrheit erfährt. Der Gravemind versucht, die Aktivierung des Halo-Rings zu verhindern, und schickt seine beiden gefangenen Krieger jetzt als Verbündete zu verschiedenen Punkten, damit sie das Unheil noch abwenden können. SPARTAN-117 wird in die High Charity transportiert, wo der Prophet der Wahrheit gerade eine Rede über die Ereignisse und Unruhen der Allianz hält und den Beginn der Großen Reise durch die Aktivierung Halos voraussagt. Als SPARTAN-117 versucht, ihn anzugreifen, kann dieser jedoch fliehen. Währenddessen finden überall um High Charity herum Schusswechsel zwischen den Schiffen der Eliten und der Brutes statt, wobei die Propheten die Eliten nicht mehr als Mitglieder der Allianz anerkennen und sie durch die Brutes ersetzen lassen. Die Flotte der Propheten macht sich gerade auf den Weg zur Erde und der Prophet der Wahrheit übergibt Tartarus den Index, Keyes und 343 Guilty Spark, damit er die Große Reise einläuten kann. Währenddessen gelangt die In Amber Clad nach High Charity, die nun unter der Kontrolle der Flood steht. Es stellt sich heraus, dass der Master Chief nur eine Ablenkung darstellte, damit die Flood die Stadt erreichen und besetzen kann. Während der Gefechte mit den Flood, wird der Prophet der Gnade von der Flood befallen und vom Prophet der Wahrheit zurückgelassen, der sich mit dem Blutsväterschiff Dreadnought auf den Weg zur Erde macht. SPARTAN-117 gelingt es auf das Schiff zu gelangen, lässt vorher jedoch Cortana auf eigenen Wunsch zurück. Sie bleibt, um notfalls den Reaktor der In Amber Clad zu sprengen und so die Raumstation und Halo zu zerstören, wenn der Gebieter versagt und Halo von Tartarus gezündet wird.
Auf Halo Delta trifft der Gebieter noch einmal auf den Special-Operation-Commander, der ihm helfen will, den Kontrollraum zu erreichen. Nachdem er Johnson vor den Brutes retten kann, hilft ihm dieser mit einem Scarab (einem riesigen Roboter) zum Zugang zum Kontrollturm. Als der Gebieter Tartarus erreicht, der versucht, mithilfe von Keyes den Ring zu aktivieren, berichtet der gefragte 343 Guilty Spark, was Halos Zweck sei. Er erklärt, dass die Ringe als Waffen zur Vernichtung sämtlichen intelligenten Lebens in der Galaxie gedacht seien. Der Gebieter versucht Tartarus den Irrglauben der Propheten zu verdeutlichen, damit dieser den Ring nicht aktiviert. Tartarus begreift dies jedoch nicht und will verblendet mit seinen Brutes bei dem Übertritt in die Göttlichkeit durch den Ring an der Seite der Propheten gerettet werden, aktiviert Halo trotzdem und versucht, den Gebieter zu töten. Dies jedoch misslingt Tartarus, und Keyes schafft es auch, den Ring wieder abzuschalten. Dabei wird dieser und alle anderen Ringe, wegen des unerwarteten Abbruchs der Startsequenz, in den Stand-By-Modus versetzt, wodurch sie nun alle gleichzeitig, laut Spark von der Arche aus, gezündet werden können.
Währenddessen landet der SPARTAN-117 im Orbit der Erde, wo die Menschen verzweifelt versuchen, sich gegen die Übermacht der Allianz zu verteidigen. Auf die Frage von Admiral Hood, was er auf diesem unbekannten Schiff mache, antwortet er, dass er den Kampf beenden wird.

## Entwicklungsgeschichte
Halo 2 wurde wie der Vorgänger von den Bungie Studios entwickelt und erschien am 9. November 2004 in den USA sowie am 11. November 2004 weltweit zuerst ausschließlich für die Xbox. Microsoft kündigte von Halo 2 im Februar 2006 eine PC-Version an. Der Release war in den USA am 8. Mai 2007 und in Europa zehn Tage später am 18. Mai 2007. Halo 2 auf PC ist über „Games for Windows Live“ nicht mit der Xbox kompatibel. Halo 2 ist offiziell nur für Microsofts Betriebssystem Windows Vista veröffentlicht worden – angeblich um die 64-Bit-Engine des neuen Betriebssystems auszunutzen. Dies wurde mit Skepsis aufgenommen, da das Spiel auf Basis von DirectX 9.0 entwickelt worden war was auch vom Vorgängersystem Windows XP unterstützt wird. Teilweise wurde in der Presse eine reine marketing-technische Motivation für den Ausschluss von XP als unterstütztes Betriebssystem vermutet, um Kunden dazu zu bringen auf Windows Vista umzusteigen. Tatsächlich gelang es Hackern wenige Tage nach der Veröffentlichung, das Spiel auch auf Windows XP zu starten und veröffentlichten einen inoffiziellen Patch, der diese künstliche Limitierung entfernte.

### Ableger
Am 7. Juli 2005 erschien der Ableger zum Spiel mit dem Titel Halo 2 Multiplayer Map Pack, auch genannt Halo 2 Expansion Pack auf DVD sowie auf Xbox live. In dem Spiel waren neun verschiedene Karten, die nur für Mehrspieler-Spiele geeignet waren. Außerdem war noch ein Video, das den Zeitraum vom Absturz von Sgt. Pete Stacker und seinem Squad bis zum Kontakt mit Cortana zeigt. Das Spiel enthielt keine Kampagne.

### Fortsetzung
Der Nachfolger Halo 3 erschien am 26. September 2007 in Europa, Asien und den USA, in Neuseeland bereits einen Tag früher. Dieser Titel erschien auf der Xbox 360. Innerhalb von 24 Stunden wurde ein Umsatz von 170 Millionen US-Dollar erzielt und übertraf damit den Vorgänger Halo 2.
Die chronologische Fortsetzung lässt sich jedoch auf den Ableger Halo 3: ODST zurückführen, der im Jahr 2009 veröffentlicht wurde.

## Rezeption
Nachdem Halo 2 für die Xbox ein voller Erfolg war, stiegen die Erwartungen an die PC-Version. Allerdings erhielt diese nach Veröffentlichung weniger gute Bewertungen als die ursprüngliche Xbox-Variante, da das Spiel technisch sowie optisch nicht den Ansprüchen eines exklusiv auf Windows Vista spielbaren Titels entsprach.

### Finanzieller Erfolg
Das Spiel verkaufte sich bereits am Erscheinungstag über 3,5 Millionen Mal. Innerhalb der ersten drei Monate danach hat sich Halo 2 über 6,5 Millionen Mal verkauft – das heißt, dass sich allein die Xbox-Version in viel kürzerer Zeit besser verkauft hat als der Vorgänger Halo: Kampf um die Zukunft auf Xbox, PC und Mac zusammen. Laut Vgchartz wurde bis Januar 2012 das Spiel über 8,4 Millionen Mal verkauft und ist somit das meistverkaufte Xbox-Spiel.

## Neuauflage
Anfang November 2014 erschien eine Kompilation aller erschienenen Halo-Titel als Komplettbox exklusiv für die Xbox One unter dem Titel Halo – The Master Chief Collection; darin enthalten auch komplett Halo 2 remastered. Zudem wurde auch der Soundtrack des Spiels komplett neu aufgelegt und teilweise umkomponiert; Steve Vai spielte auch seine Gastbeitritte komplett neu ein und benannte sie in Halo Theme Gungnir Mix und Genesong. Außerdem wirkte Misha Mansoor von Periphery an Breaking the Convenant und Follow in Flight mit. Der Soundtrack erschien unter dem Titel Halo 2 Anniversary Original Soundtrack in den Vereinigten Staaten; ist aber auch als Download verfügbar. Im Dezember 2019 erschien Halo: The Master Chief Collection für Windows und am 13. Mai 2020 erschien Halo 2: Anniversary auch auf Steam.

## Soundtracks
- 2004: Halo 2 Volume One von Martin O’Donnell und Michael Salvatori, (Gäste: Incubus, Breaking Benjamin, Hoobastank, Steve Vai, Nataraj sowie Nile Rodgers, auch Produzent)
- 2006: Halo 2 Volume Two von Martin O’Donnell und Michael Salvatori. Produzent war Nile Rodgers.
- 2007: Halo 1 & 2 (3 CDs) (besteht aus: Halo – Original Soundtrack + Halo 2 Volume One + Halo 2 Volume Two) von Martin O’Donnell und Michael Salvatori
- 2014: Halo 2 Anniversary Original Soundtrack von Martin O’Donnell und Michael Salvatori. Neu arrangiert von Paul Lipson, Lennie Moore, Tom Salta, Brian Trifon und Brian Lee White.